# Pierre Arnold
Pour les articles homonymes, voir Arnold.
Pierre Arnold est un chef d’entreprise suisse né le 22 novembre 1921 à Ballaigues (Canton de Vaud, Suisse), décédé le 25 mars 2007 à Schwytz. Pierre Arnold est un entrepreneur qui a été actif dans les domaines économique, social et culturel pendant la deuxième partie du XXe siècle en Suisse.

## Formation
Pierre Arnold a étudié la viticulture à Carcassonne (France) et l'agriculture à Cernier (Canton de Neuchâtel, Suisse). Après avoir travaillé plusieurs années dans l'agriculture et dans des fromageries, il reprend ses études et suit les cours de l’École polytechnique fédérale de Zurich. En 1947, il  obtient un diplôme d'ingénieur agronome.

## Au service des sociétés agricoles
Il poursuit sa carrière professionnelle à l'Union laitière vaudoise, à l'Union des coopératives agricoles romandes et à la Fédération des sociétés d'agriculture de la Suisse romande dont il devient le président.

## La Migros
En 1958, il entre à la Migros, devenant directeur de la Fédération des coopératives. De 1976 à 1984, date de son départ à la retraite, il occupera les fonctions de directeur général des coopératives Migros.
- Il sera le promoteur du centre pré-vert du Signal de Bougy.

Il siège au conseil d'administration des CFF.

## Après la retraite
- Il est membre de la direction du groupe horloger SMH.
- Siège au conseil d'administration des CFF et de Swissair.
- Il préside la société qui transforme le Palais des congrès de Zurich.

## Distinctions
- Doctorat honoris causa de l’Université de Lausanne, 1985
- Légion d’honneur, 1991

## Œuvres
- Vivre l'Électron, éditions ex Libris, 1981
- La barre et la plume, presse migros, 1984
- Une vie de passion, Fribourg, 1988
- Quand triomphe l'injustice: Jürg Stäubli face à l'inquisition vaudoise, Moudon, 2004